# Columbia Taxicab Company
Columbia Taxicab Company war eine US-amerikanische Taxigesellschaft und Hersteller von Automobilen.

## Unternehmensgeschichte
Das Unternehmen wurde am 23. Februar 1910 gegründet. Der Sitz war in St. Louis in Missouri. Es setzte 100 Taxis ein. 1915 begann die eigene Produktion von Automobilen. Der Markenname lautete LWC. Ziel war vor allem, die bisher zugekauften Taxis durch die Eigenproduktion zu ersetzen. Außerdem wurden die Fahrzeuge auf dem freien Markt angeboten. 1917 endete die Fahrzeugproduktion. Nach 1918 verliert sich die Spur des Unternehmens.

## Fahrzeuge
Die Wagen hatten einen Vierzylindermotor mit 27 PS Leistung. Die Karosserien boten Platz für sieben Personen.
Der Neupreis betrug 3500 US-Dollar.